# Slåtterrödhätting
Slåtterrödhätting (Entoloma pratulense) är en svampart som beskrevs av Noordel. 1987. Slåtterrödhätting ingår i släktet Entoloma och familjen Entolomataceae.  Arten är reproducerande i Sverige. Inga underarter finns listade i Catalogue of Life.